# Mayo-Chinchipi
De Mayo-Chinchipe is een rivier die het zuidoosten van de provincie Zamora Chinchipe in Ecuador doorkruist en de departementen van de Regio Piura, Cajamarca en Amazonas in Peru. Ze is een zijrivier van de Marañón. Het bekken van deze rivier beslaat een oppervlak van 9.686,96 km². In Ecuador is de samenvloeiing van de Palanda in de Numbala het begin van de Mayo-Chinchipe die in haar internationale loop van naam verandert. In Ecuador en Peru is zij in de lengte van haar traject bekend als Chinchipe, Cananbo, Chuquimayo o río Mayo.

## Zijrivieren
De belangrijkste zijrivieren die tezamen het hydrographisch "bekken" vormen zijn:
- in de provincie de Zamora Chinchipe (Ecuador):  Palanda,  Numbala, Isimanchi en  Canchis.
- in het departement Cajamarca (Peru):  Chirinos en de Tabaconas.